# Desmond Ridder
Desmond Kelly Ridder (Louisville, Kentucky, 31 de agosto de 1999) más conocido como Desmond Ridder, es un jugador profesional estadounidense de fútbol americano, se desempeña en la posición de quarterback en Las Vegas Raiders, en la National Football League (NFL).

## Carrera
Fue seleccionado en la tercera ronda en la Reunión Anual de Selección de Jugadores de la NFL de 2022. Hizo su debut profesional con el equipo Atlanta Falcons, donde lleva jugando dos temporadas.